# Puchar Króla Hiszpanii w piłce siatkowej mężczyzn (2021)
Puchar Króla Hiszpanii w piłce siatkowej mężczyzn 2021 (hiszp. Copa de SM el Rey de Voleibol 2021) – 46. sezon rozgrywek o siatkarski Puchar Króla Hiszpanii (71. sezon wliczając Puchar Generała) zorganizowany przez Królewską Hiszpańską Federację Piłki Siatkowej (Real Federación Española de Voleibol), rozegrany w dniach 5-7 lutego 2021 roku w Centro Insular de Deportes w Las Palmas de Gran Canaria. W rozgrywkach brało udział 8 najlepszych zespołów po pierwszej rundzie fazy zasadniczej Superligi.
Turniej składał się z ćwierćfinałów, półfinałów i finału. Ze względu na restrykcje związane z pandemię COVID-19 mecze odbywały się bez udziału publiczności.
Puchar Króla Hiszpanii po raz pierwszy zdobył CV Guaguas Las Palmas, który pokonał w finale drużynę Urbia U Energia Vóley Palma. MVP turnieju wybrany został Argentyńczyk Pablo Kukartsev.

## System rozgrywek
W Pucharze Króla Hiszpanii 2021 uczestniczy 8 najlepszych drużyn po pierwszej rundzie (tj. po 13. kolejce) fazy zasadniczej Superligi sezonu 2020/2021. Rozgrywki składają się z ćwierćfinałów, półfinałów i finału. Nie jest grany mecz o 3. miejsce. Rywalizacja toczy się systemem pucharowym. O awansie decyduje jedno spotkanie.
Pary ćwierćfinałowe powstają na podstawie miejsc zajętych przez poszczególne drużyny w tabeli po pierwszej rundzie fazy zasadniczej według klucza:
- para 1: 1 – 8,
- para 2: 2 – 7,
- para 3: 3 – 6,
- para 4: 4 – 5.

Pary półfinałowe tworzone są według klucza:
- wygrany w parze 1 – wygrany w parze 4,
- wygrany w parze 2 – wygrany w parze 3.

Zwycięzcy meczów półfinałowych rozgrywają mecz finałowy o Puchar Króla Hiszpanii.

### Tabela Superligi po 13. kolejce
| Lp. | Drużyna                     | Pkt | Mecze | Mecze | Mecze | Rodzaj wyniku | Rodzaj wyniku | Rodzaj wyniku | Rodzaj wyniku | Rodzaj wyniku | Rodzaj wyniku | Sety | Sety | Sety  | Małe punkty | Małe punkty | Małe punkty |
| Lp. | Drużyna                     | Pkt | M     | W     | P     | 3:0           | 3:1           | 3:2           | 2:3           | 1:3           | 0:3           | wyg. | prz. | stos. | zdob.       | str.        | stos.       |
| --- | --------------------------- | --- | ----- | ----- | ----- | ------------- | ------------- | ------------- | ------------- | ------------- | ------------- | ---- | ---- | ----- | ----------- | ----------- | ----------- |
| 1   | CV Teruel                   | 37  | 13    | 12    | 1     | 10            | 2             | 0             | 1             | 0             | 0             | 38   | 5    | 7.6   | 1054        | 860         | 1.226       |
| 2   | CV Guaguas Las Palmas       | 34  | 13    | 11    | 2     | 9             | 2             | 0             | 1             | 1             | 0             | 36   | 8    | 4.5   | 1063        | 864         | 1.23        |
| 3   | Unicaja Costa de Almería    | 30  | 13    | 10    | 3     | 4             | 5             | 1             | 1             | 1             | 1             | 33   | 16   | 2.063 | 1133        | 1039        | 1.09        |
| 4   | Urbia U Energia Vóley Palma | 29  | 13    | 11    | 2     | 5             | 2             | 4             | 0             | 1             | 1             | 34   | 16   | 2.125 | 1156        | 1037        | 1.115       |
| 5   | Conectabalear CV Manacor    | 24  | 13    | 8     | 5     | 5             | 3             | 0             | 0             | 3             | 2             | 27   | 18   | 1.5   | 1022        | 997         | 1.025       |
| 6   | Melilla Sport Capital       | 21  | 13    | 7     | 6     | 4             | 1             | 2             | 2             | 1             | 3             | 26   | 23   | 1.13  | 1065        | 1056        | 1.009       |
| 7   | Rotogal Boiro Voleibol      | 18  | 13    | 6     | 7     | 2             | 3             | 1             | 1             | 2             | 4             | 22   | 26   | 0.846 | 1052        | 1078        | 0.976       |
| 8   | UD Ibiza Ushuaïa Volley     | 17  | 13    | 5     | 8     | 3             | 0             | 2             | 4             | 2             | 2             | 25   | 28   | 0.893 | 1158        | 1176        | 0.985       |
| 9   | Río Duero Soria             | 17  | 13    | 5     | 8     | 2             | 2             | 1             | 3             | 2             | 3             | 23   | 28   | 0.821 | 1124        | 1127        | 0.997       |
| 10  | Arenal Emevé                | 16  | 13    | 6     | 7     | 1             | 2             | 3             | 1             | 2             | 4             | 22   | 29   | 0.76  | 1082        | 1171        | 0.92        |
| 11  | Textil Santanderina         | 9   | 13    | 3     | 10    | 1             | 1             | 1             | 1             | 2             | 7             | 13   | 33   | 0.39  | 941         | 1056        | 0.89        |
| 12  | UBE L'Illa-Grau             | 9   | 13    | 2     | 11    | 1             | 1             | 0             | 3             | 1             | 7             | 13   | 34   | 0.38  | 987         | 1089        | 0.91        |
| 13  | Barça Voleibol              | 7   | 13    | 3     | 10    | 0             | 0             | 3             | 1             | 4             | 5             | 15   | 36   | 0.42  | 1013        | 1159        | 0.87        |
| 14  | Voleibol Almoradí           | 5   | 13    | 2     | 11    | 0             | 1             | 1             | 0             | 3             | 8             | 9    | 36   | 0.25  | 933         | 1074        | 0.87        |

Źródło: RFEVB (hiszp.)
Punktacja: 3:0 i 3:1 – 3 pkt; 3:2 – 2 pkt; 2:3 – 1 pkt; 1:3 i 0:3 – 0 pkt
Zasady ustalania kolejności: 1. liczba punktów; 2. liczba zwycięstw; 3. stosunek setów; 4. stosunek małych punktów; 5. bilans w bezpośrednich meczach
     ćwierćfinał Pucharu Króla

## Drużyny uczestniczące
| Superliga 8 drużyn          | Superliga 8 drużyn |
| --------------------------- | ------------------ |
| Conectabalear CV Manacor    | ćwierćfinał        |
| CV Guaguas Las Palmas       | zwycięstwo         |
| CV Teruel                   | półfinał           |
| Melilla Sport Capital       | ćwierćfinał        |
| Rotogal Boiro Voleibol      | ćwierćfinał        |
| UD Ibiza Ushuaïa Volley     | ćwierćfinał        |
| Unicaja Costa de Almería    | półfinał           |
| Urbia U Energia Vóley Palma | finał              |

## Drabinka
|  |              |                             |              |                             |   |           |                             |           |  |  |       |       |       |
|  | Ćwierćfinały | Ćwierćfinały                | Ćwierćfinały |                             |   | Półfinały | Półfinały                   | Półfinały |  |  | Finał | Finał | Finał |
|  | Ćwierćfinały | Ćwierćfinały                | Ćwierćfinały |                             |   | Półfinały | Półfinały                   | Półfinały |  |  | Finał | Finał | Finał |
|  |              |                             |              |                             |   |           |                             |           |  |  |       |       |       |
|  |              |                             |              |                             |   |           |                             |           |  |  |       |       |       |
|  | 1            | CV Teruel                   | 3            |                             |   |           |                             |           |  |  |       |       |       |
|  | 1            | CV Teruel                   | 3            |                             |   |           |                             |           |  |  |       |       |       |
|  | 8            | UD Ibiza Ushuaïa Volley     | 0            |                             |   |           |                             |           |  |  |       |       |       |
|  | 8            | UD Ibiza Ushuaïa Volley     | 0            |                             |   | 1         | CV Teruel                   | 1         |  |  |       |       |       |
|  |              |                             |              |                             |   | 1         | CV Teruel                   | 1         |  |  |       |       |       |
|  |              |                             | 4            | Urbia U Energia Vóley Palma | 3 |           |                             |           |  |  |       |       |       |
|  | 4            | Urbia U Energia Vóley Palma | 4            | Urbia U Energia Vóley Palma | 3 | 3         |                             |           |  |  |       |       |       |
|  | 4            | Urbia U Energia Vóley Palma |              |                             |   |           |                             |           |  |  |       |       |       |
|  | 5            | Conectabalear CV Manacor    | 0            |                             |   |           |                             |           |  |  |       |       |       |
|  | 5            | Conectabalear CV Manacor    | 0            |                             |   | 4         | Urbia U Energia Vóley Palma | 0         |  |  |       |       |       |
|  |              |                             |              |                             |   |           |                             |           |  |  |       |       |       |
|  |              |                             | 2            | CV Guaguas Las Palmas       | 3 |           |                             |           |  |  |       |       |       |
|  | 2            | CV Guaguas Las Palmas       | 2            | CV Guaguas Las Palmas       | 3 | 3         |                             |           |  |  |       |       |       |
|  | 2            | CV Guaguas Las Palmas       |              |                             |   |           |                             |           |  |  |       |       |       |
|  | 7            | Rotogal Boiro Voleibol      | 0            |                             |   |           |                             |           |  |  |       |       |       |
|  | 7            | Rotogal Boiro Voleibol      | 0            |                             |   | 2         | CV Guaguas Las Palmas       | 3         |  |  |       |       |       |
|  |              |                             |              |                             |   | 2         | CV Guaguas Las Palmas       | 3         |  |  |       |       |       |
|  |              |                             | 3            | Unicaja Costa de Almería    | 0 |           |                             |           |  |  |       |       |       |
|  | 3            | Unicaja Costa de Almería    | 3            | Unicaja Costa de Almería    | 0 | 3         |                             |           |  |  |       |       |       |
|  | 3            | Unicaja Costa de Almería    |              |                             |   |           |                             |           |  |  |       |       |       |
|  | 6            | Melilla Sport Capital       | 2            |                             |   |           |                             |           |  |  |       |       |       |
|  | 6            | Melilla Sport Capital       | 2            |                             |   |           |                             |           |  |  |       |       |       |

## Rozgrywki

### Ćwierćfinały
| 05.02.2021 19:30 (UTC±0) | CV Teruel | 3:0 (25:20, 25:18, 25:22) | UD Ibiza Ushuaïa Volley | Centro Insular de Deportes, Las Palmas Sędziowie: Mariola Rodríguez Machín i Juan Antonio Erce |

| 05.02.2021 12:30 (UTC±0) | Urbia U Energia Vóley Palma | 3:0 (25:18, 25:20, 25:17) | Conectabalear CV Manacor | Centro Insular de Deportes, Las Palmas Sędziowie: Antonio Correa i Ángel Romero |

| 05.02.2021 17:00 (UTC±0) | CV Guaguas Las Palmas | 3:0 (25:18, 25:13, 25:17) | Rotogal Boiro Voleibol | Centro Insular de Deportes, Las Palmas Sędziowie: Ángel Romero i Antonio Correa |

| 05.02.2021 10:00 (UTC±0) | Unicaja Costa de Almería | 3:2 (25:22, 20:25, 10:25, 25:21, 15:10) | Melilla Sport Capital | Centro Insular de Deportes, Las Palmas Sędziowie: Juan Antonio Erce i Mariola Rodríguez Machín |

### Półfinały
| 06.02.2021 19:30 (UTC±0) | CV Teruel | 1:3 (17:25, 25:19, 23:25, 22:25) | Urbia U Energia Vóley Palma | Centro Insular de Deportes, Las Palmas Sędziowie: Mariola Rodríguez Machín i Ángel Romero |

| 06.02.2021 17:00 (UTC±0) | CV Guaguas Las Palmas | 3:0 (25:21, 25:20, 25:23) | Unicaja Costa de Almería | Centro Insular de Deportes, Las Palmas Sędziowie: Juan Antonio Erce i Antonio Correa |

### Finał
| 07.02.2021 17:30 (UTC±0) | Urbia U Energia Vóley Palma | 0:3 (20:25, 15:25, 14:25) | CV Guaguas Las Palmas | Centro Insular de Deportes, Las Palmas Sędziowie: Juan Antonio Erce i Ángel Romero |